# Fort de Weiyuan
Le fort de Weiyuan (chinois : 威远炮台 ; pinyin : wēiyuǎn pàotái ; litt. « batterie de Weiyuan ») ou encore batterie de Humen (chinois : 虎门炮台 ; pinyin : hǔmén pàotái) est une batterie fortifiée situé dans l'actuel bourg de Humen, dans la ville-préfecture de Dongguan, province du Guangdong, en République populaire de Chine.

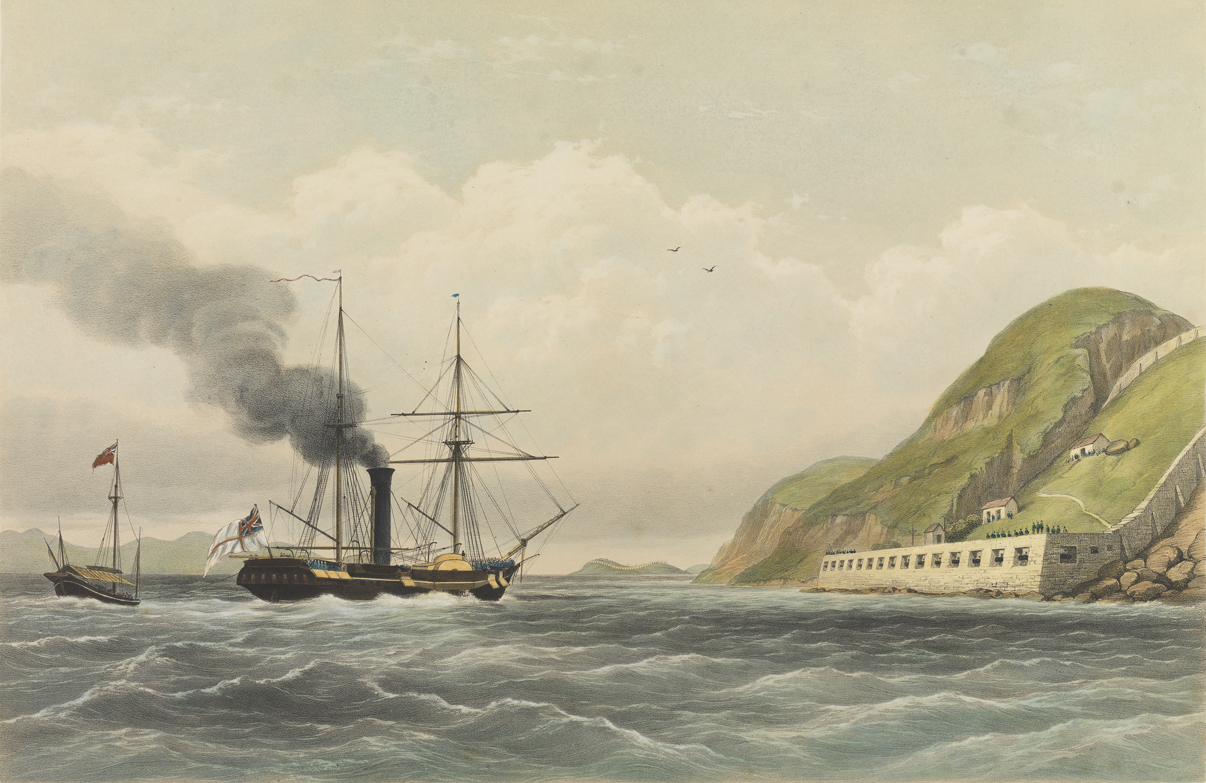
Le HMS Vulture lors de l'Expédition de Canton, une expédition punitive britannique.

Il est placé sous le pont de Humen qui traverse le détroit de Humen, reliant ce bourg à Canton, de l'autre côté du détroit. Il a été construit 1835 durant la guerre de l'opium. Durant cette période, il comportait 44 canons servant à se défendre contre l'Empire britannique. Il mesure 360 mètres de long.